# Letones prusianos
Los letones prusianos, o kursenieki (en letón: kursenieki, kāpenieki, en alemán: Kuren, lit. 'curonios', en lituano: kuršiai, en polaco: Kuronowie pruscy, lit. 'curonios prusianos') son un grupo étnico báltico casi extinto, que vivían a lo largo del istmo de Curlandia.

## Etnónimo e identidad
"Kuršiai" se refiere solo a los habitantes de Lituania y la antigua Prusia Oriental que hablan un dialecto del sudoeste del letón. Algunos habitantes autóctonos de Šventoji en Lituania también se llaman a sí mismos "kuršiai".
A los kursenieki a menudo se confunde con la extinta tribu báltica de Curlandia, ya que los grupos étnicos vecinos llamaban a los kursenieki como curonianos: en alemán, letón y lituano, kursenieki y las tribus curonias se conocen con los mismos términos (Kuren, kurši y kuršiai respectivamente). En la literatura científica lituana, el nombre kuršininkai se usa para distinguirlos de la tribu de los curonios, y de manera similar, en letón kursenieki es utilizado principalmente exclusivamente por científicos para distinguirlos de la tribu de los curonios. Por otro lado, kursenieki no debe confundirse con kurzemnieki, que son el grupo geográfico de letones de Curlandia.
Los kursenieki a menudo se consideran descendientes de la extinta tribu de los curonios. Los kursenieki nunca se han designado a sí mismos como letones pero en los escritos alemanes y letones del siglo XIX, los kursenieki a veces se denominan "letones prusianos" (en alemán: Preussische Letten; en letón: Prūsijas latvieši). Además, lingüísticamente, su idioma es un dialecto del letón.

## Historia

### Orígenes
El origen exacto del kursenieki no está claro, pero una versión dice que son descendientes indígenas de la tribu de curonios que vivió allí desde la antigüedad, al menos a lo largo del istmo de Curlandia. Durante la conquista de los antiguos prusianos y curonios por los Caballeros Teutónicos, el área quedó casi deshabitada. En el proceso de varias migraciones de los siglos XIV-XVII, los curonios de Curlandia se establecieron cerca de Memel, a lo largo del istmo y en Sambia (todas regiones de Prusia Oriental). Conservaron la antigua autodesignación de curonios (kurši), mientras que los curonios que se quedaron en Curlandia se fusionaron con los letones. Con el tiempo, los kursenieki fueron asimilados por los alemanes, excepto a lo largo del istmo, donde todavía viven algunos. 
Hasta la toma del poder por parte del ejército soviético en 1945, varios lugares en Sambia recibieron el nombre de Kursenieki, incluidos Cranzkuhren, Neukuhren, Gross Kuhren y Klein Kuhren. En 1649, los kursenieki vivían desde Memel hasta Danzig. A finales del siglo XIX, el número total de kursenieki rondaba las 4.000 personas.

### Periodo de entreguerras
Los kursenieki fueron considerados letones después de la Primera Guerra Mundial cuando Letonia se independizó del Imperio ruso. Esta consideración se basó en argumentos lingüísticos y fue la razón de ser de los reclamos de Letonia sobre el istmo de Curlandia, Memel y algunos otros territorios de Prusia Oriental. Más tarde, estas afirmaciones fueron eliminadas. En 1923, el recién creado territorio de Memel separó el istmo de Curlandia en dos partes, lo cual supuso la interrupción de los contactos entre kursenieki. En 1933, Letonia intentó establecer un centro cultural para kursenieki del Istmo de Curlandia, donde vivía la mayoría de ellos, pero Lituania se opuso, de la cual formaba parte el territorio de Memel tras su anexión. En estos años, los pueblos más grandes eran Nida (Nīde), Juodkrantė (Shatenurt), Preila (Preiļi) y Pervalka (Pervelka).

### Tras la Segunda Guerra Mundial
Cerca del final de la Segunda Guerra Mundial, la mayoría de kursenieki huyó del Ejército Rojo durante la evacuación de Prusia Oriental. Los kursenieki que quedaron atrás fueron posteriormente expulsados por la Unión Soviética después de la guerra y reemplazados por rusos y lituanos.
Algunos kursenieki lograron regresar a sus hogares después de la guerra, pero solo 219 vivían a lo largo del istmo en 1955. Muchos tenían nombres alemanes como Fritz o Hans, motivo de discriminación antialemana. Los residentes rusos llamaron a los kursenieki "fascistas", mientras que los lituanos los llamaron kuršiai. Ni Lituania ni Rusia, actuales propietarios del istmo, han permitido la devolución a kursenieki de bienes confiscados tras la Segunda Guerra Mundial.

## Cultura
Los kursenieki eran predominantemente luteranos, como la mayoría de los antiguos habitantes de Prusia Oriental, aunque se conservaron algunas antiguas costumbres paganas. Además los kursenieki eran principalmente pescadores. Algunos elementos de la cocina llevan el nombre de los kursenieki, por ejemplo, el café de Curlandia (Kurenkaffee); una bebida hecha de vodka con sabor a café, miel y otros ingredientes era popular en toda Prusia Oriental.

El primer erudito que se interesó por la cultura y el idioma de los kursenieki fue Paul Kwauka, miembro del movimiento separatista del territorio de Memel. Su libro "Kurisches Wörterbuch" es una fuente de información muy valiosa. El trabajo de describir su herencia lo continúa uno de los últimos kursenieki que quedan, Richard Pietsch.

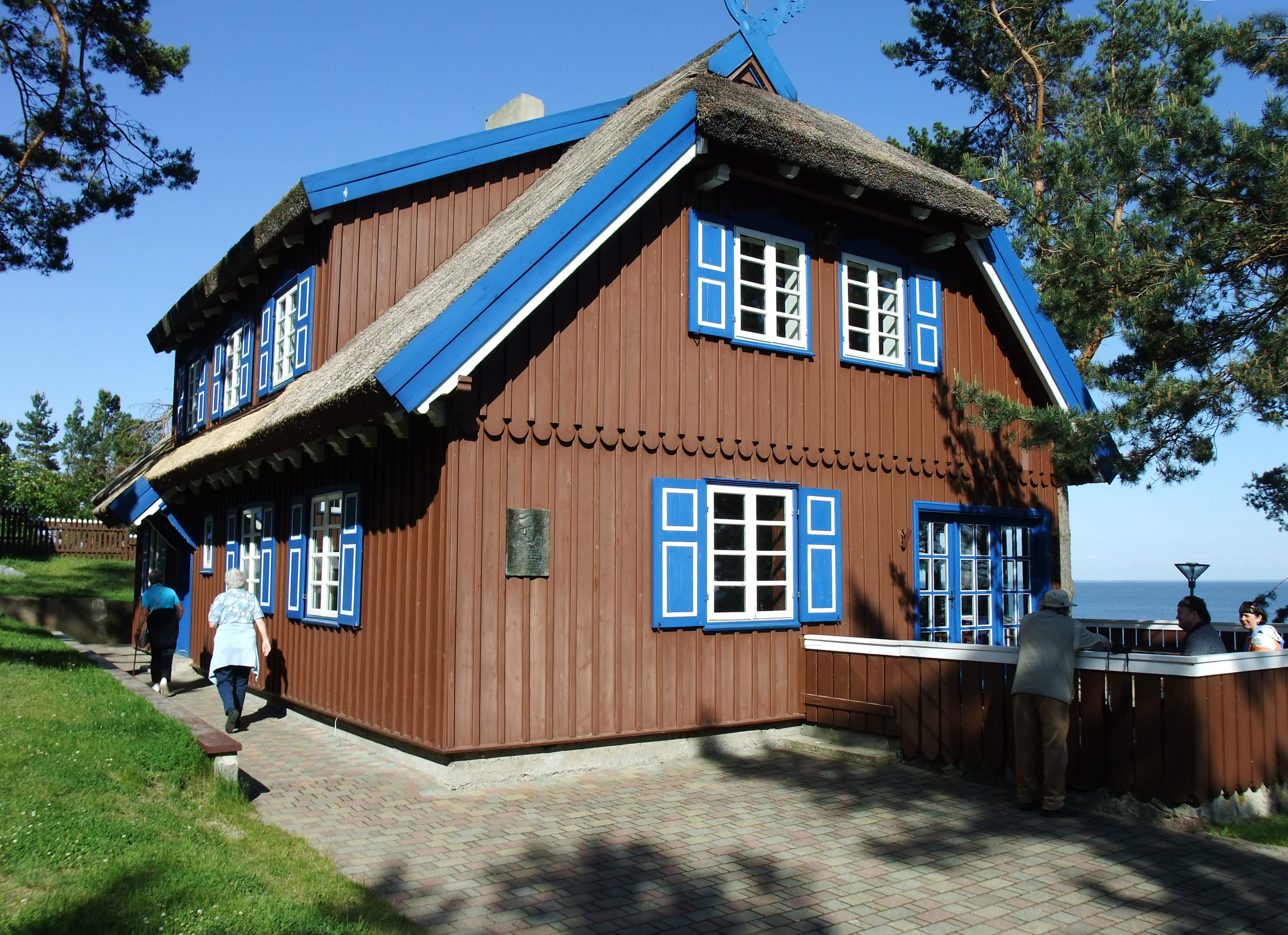
Casa típica kursenieki
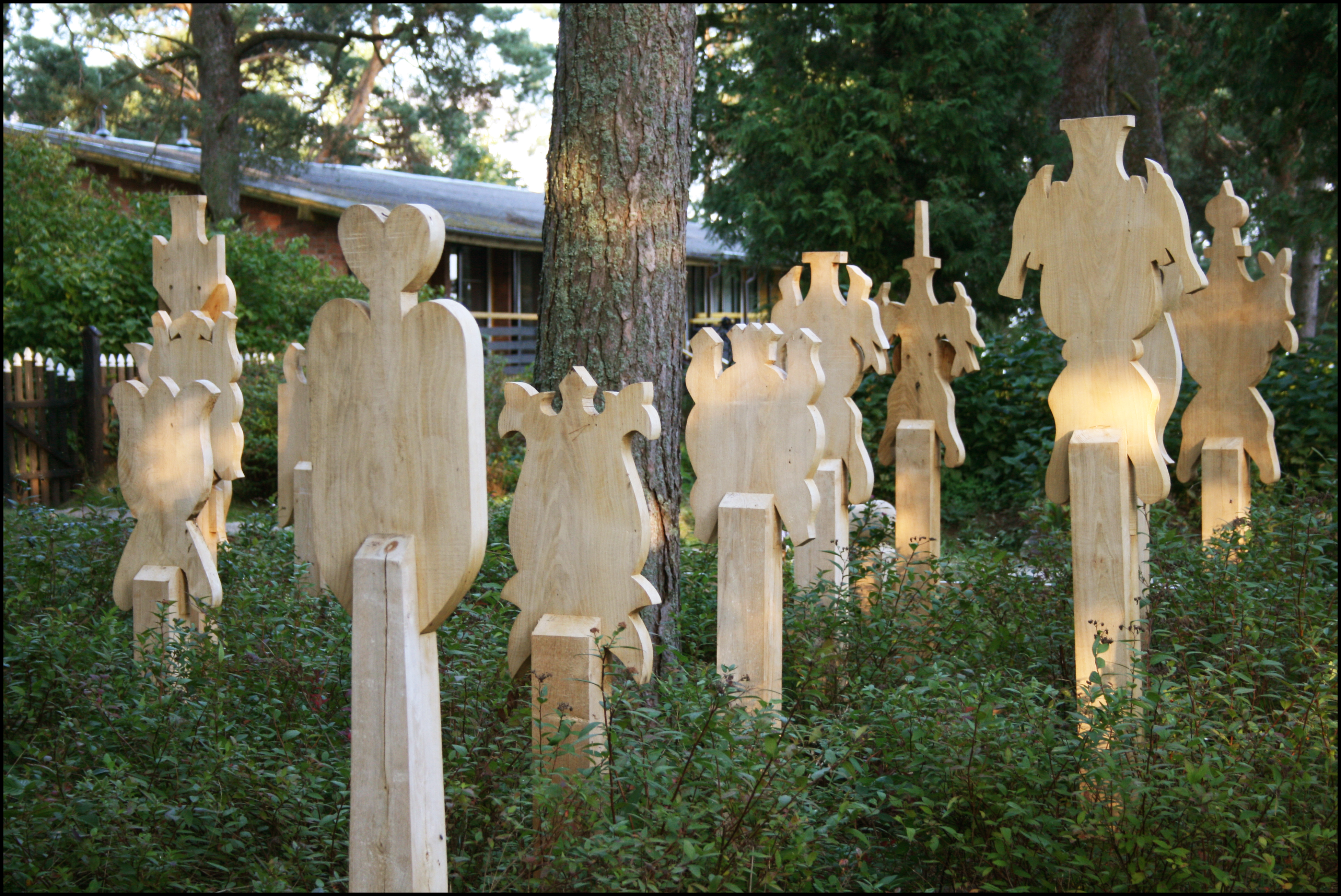
Lápidas restauradas de madera, típicas de los kursenieki, en el cementerio de Nida (Lituania)
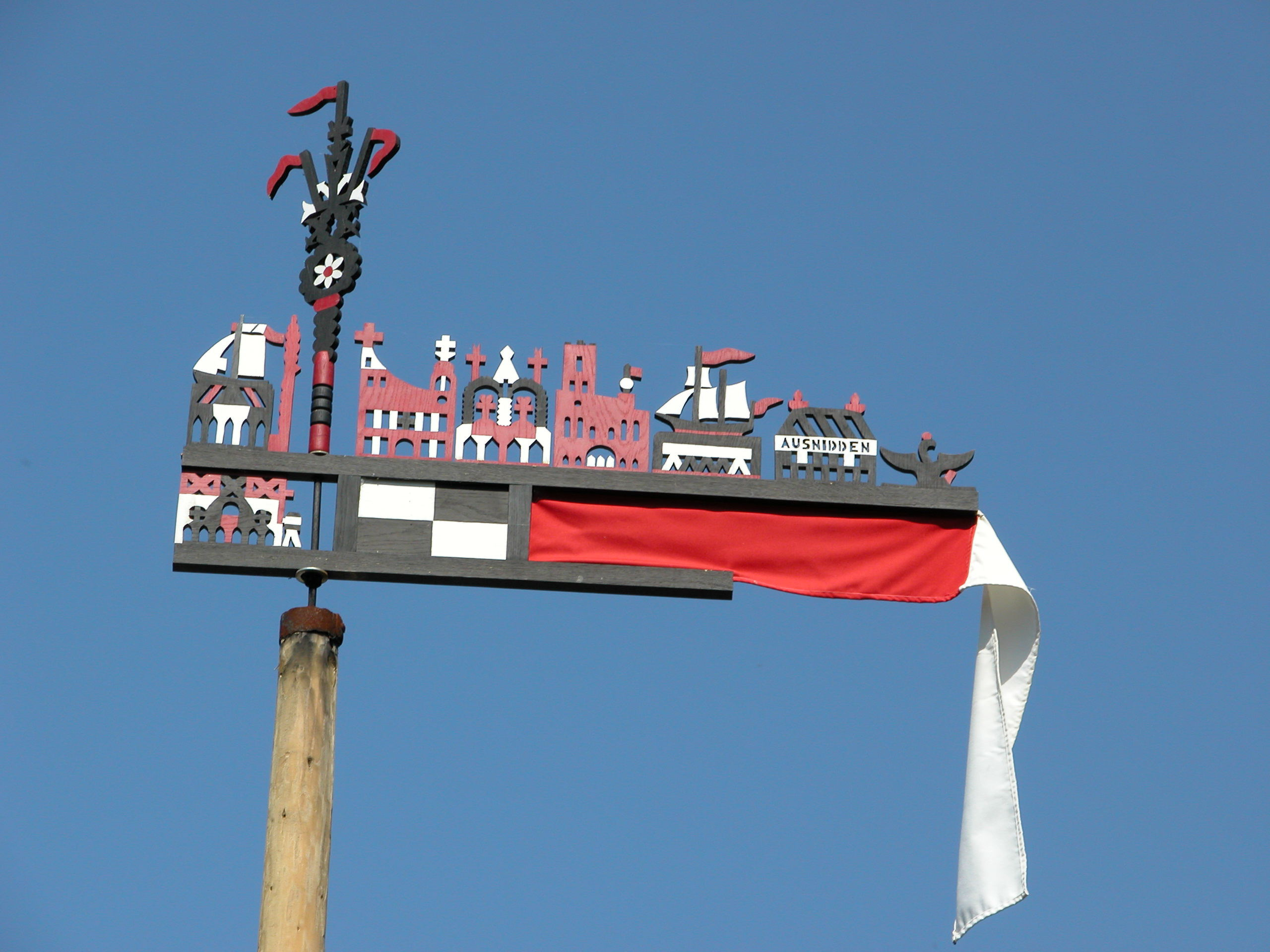
Banderín de un bote de Curlandia (Kurenkahn) en Nida
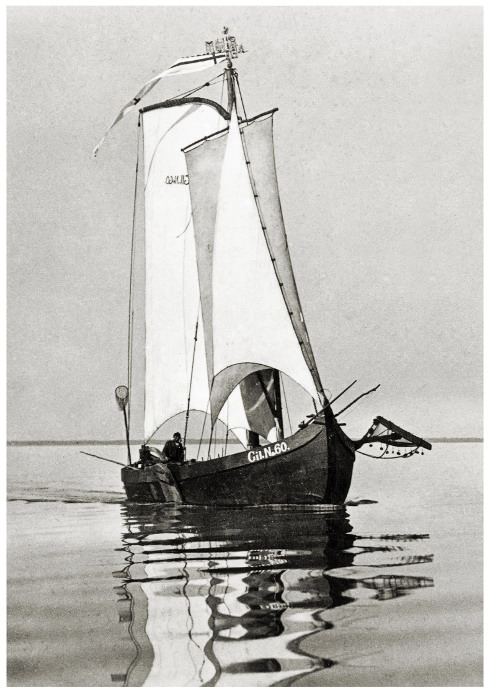
Bote de Curlandia (1938)

### Nombres y apellidos
Los apellidos de Kursenieki tienen varios orígenes, entre ellos de origen letón (algunos con elementos del antiguo curonio, como Gulbis, Kakies, Kuite, Kukulitis, Pinkis, Strangulis), lituano (Kalwis, Lauzeningks, Detzkeit, Jakeit), alemán (Kiehr, Schmidt, o junto con elementos bálticos como en Engelins), eslavo (Pietsch), polaco (Schadowski) o del antiguo prusiano (Schkahn).

## Idiomas
El idioma hablado por los kursenieki se llama idioma kursenieki, que es distinto del idioma curonio (o curonio antiguo) hablado por el antiguo pueblo curonio. Los letones prusianos llamaron a su propio idioma "idioma curonio" (kursisk valoud) pero sin embargo, desde un punto de vista lingüístico, es un dialecto del sudoeste del letón, mientras que algunos lingüistas también lo consideran un sociolecto ya que los kursenieki eran predominantemente pescadores.
La mayoría de los kursenieki eran bilingües o incluso trilingües: el idioma kursenieki se usaba dentro de la familia y mientras se pescaba, el alemán se usaba en la comunicación diaria y el idioma de los servicios religiosos era el alemán y el lituano.